# Protestantse kerk (Grave)
De Protestantse kerk of Bagijnenkerk te Grave is een vroegere kapel uit de 15e eeuw. Het bakstenen gebouw heeft een traptoren aan de westgevel.

## Geschiedenis
Deze kerk ligt op de plaats van het voormalige Begijnhof, dat vlak voor het einde der 13e eeuw werd gesticht. De begijnen hebben mogelijk dienstgedaan in het Heilige Geesthuis en het in 1290 gestichte Sint-Catharina Gasthuis. De begijnen beschikten over een kapel die iets ten noorden van de huidige kerk was gelegen. Deze kapel is in 1586, bij de inname van Grave door Parma, verdwenen.
De begijnen waren in 1459 gedeeltelijk overgegaan op de Regel van de Derde Orde van Sint-Franciscus, en werden dus Franciscanessen. Hun klooster heette Maria Graf. Het kreeg in 1475 toestemming tot het bouwen van een eigen kerk, en deze kercke van den nieuwen Bagijnhof, genoemd "St. Marien Graef" werd in 1526 ingewijd. Bij de belegering door Parma liep ook deze kerk schade op.
In 1602 werd Grave ingenomen door Prins Maurits. De burgers verzochten de prins om de kerk te mogen gebruiken voor doop en huwelijk, maar in 1603 werd dit verboden. De zusters konden de kapel evenwel nog gebruiken tot aan de Franse bezetting van 1672-1674. Het beleg van 1674 bracht opnieuw schade toe aan de kapel, die na afloop hersteld werd en gebruikt is als paardenstalling.
Van 1686 tot 1731 was de kapel in gebruik bij de Waalse Gemeente, ten dienste van de uit Frankrijk gevluchte hugenoten. Wat er daarna precies gebeurd is weten we niet, maar tot 1798 kerkte de Lutherse Gemeente in het gebouw. De katholieken kregen in dat jaar de Sint-Elisabethkerk terug en de Hervormde Gemeente betrok toen de kapel. Het meubilair uit de Sint-Elisabethkerk werd overgebracht en dit is nog steeds in de huidige protestantse kerk aanwezig. Het betreft een preekstoel uit ongeveer 1650 en een drietal koperen kroonluchters uit de 2e helft van de 17e eeuw.
Van 1844-1846 werd het gebouw gerestaureerd, waarbij de houten ramen door ijzeren werden vervangen en onder het orgel een consistoriekamer werd ingericht. In de jaren 1965-1968 vond opnieuw een restauratie plaats, waarbij men zo veel mogelijk weer de oude staat probeerde te benaderen. Ten slotte werd in 1996 ook het zalengedeelte, inclusief consistoriekamer en kosterswoning, verbouwd en waar nodig uitgebreid.

## Externe links

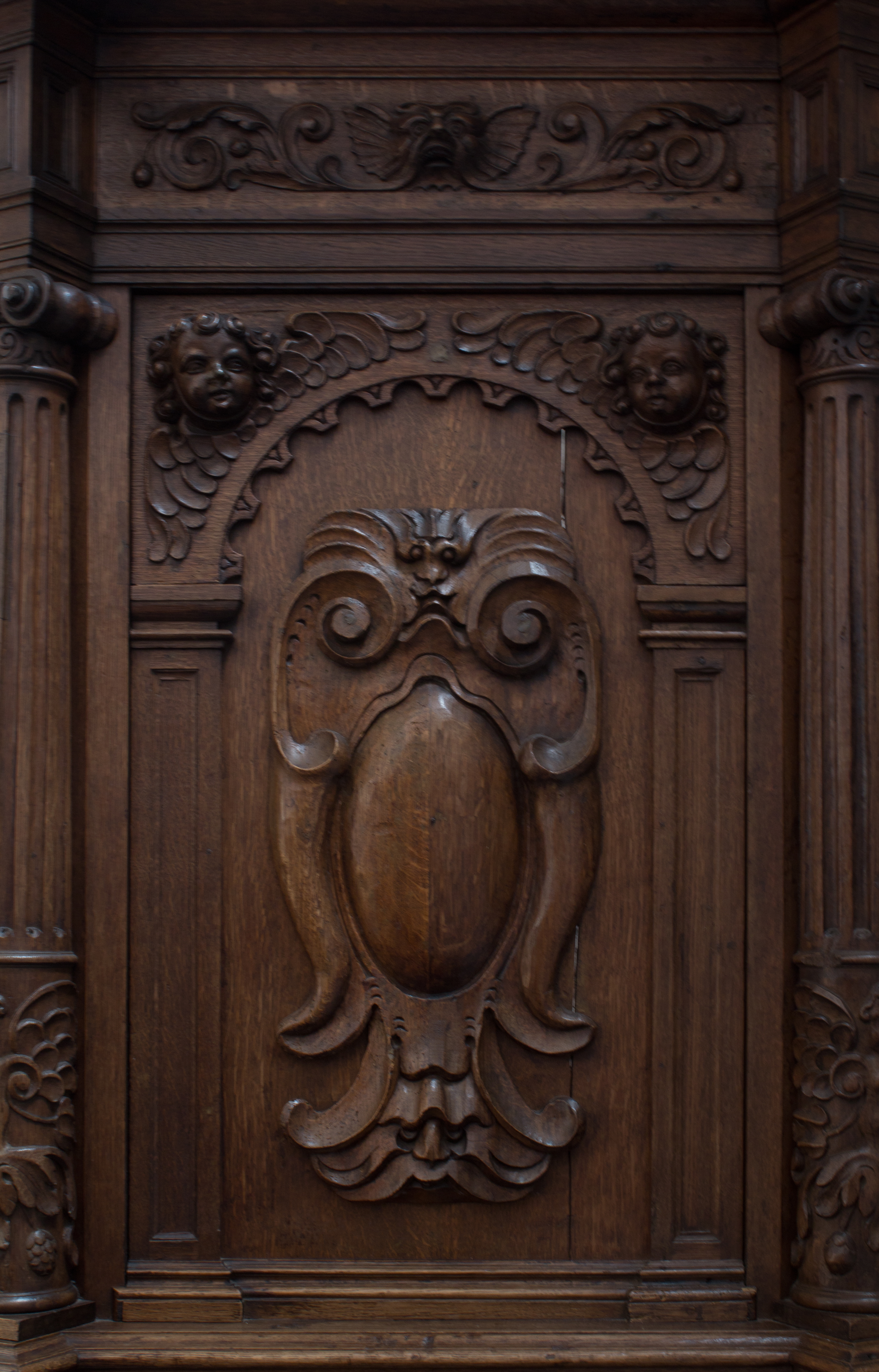
Detail van de preekstoel